# GoOpti
GoOpti je slovenska globalna platforma za rezervacijo cestnih prevozov oseb, ki se ukvarja s cestnim prevozom potnikov. Prek spletne platforme GoOpti.com ponuja različne vrste prevozov (skupinske ali zasebne) do bližnjih letališč v Sloveniji, Italiji, Avstriji, na Hrvaškem, v Albaniji, na Madžarskem in v Nemčiji. GoOpti ne ponuja le povezav med mesti in bližnjimi letališči, temveč povezuje tudi manjša in srednje velika mesta z bolj oddaljenimi letališči v regiji.
Od julija 2011 (ko je GoOpti vstopil na trg), se je z GoOpti peljalo več kot 1.700.000 potnikov z 810 GoOpti vozili.

## Zgodovina
GoOpti so poleti 2011 eksperimentalno ustanovili trije podjetniki, Marko Guček, Sašo Sušnik in Tomaž Lorenzetti. Glavna ideja je bila potnikom ponuditi nizkocenovne prevoze na bližnja letališča in nazaj. Ta zamisel je izhajala iz povpraševanja na trgu, saj so opazili, da je razvoj številnih nizkocenovnih letalskih prevoznikov številnim potnikom omogočil več potovanj z letalom. Sprva je bila ekipa usmerjena zgolj k razvoju prodajnega sistema za stroškovno učinkovit prevoz, izvedbo pa prepustiti profesionalnim prevoznim podjetjem, vendar se je ob tem pojavila težava, da nobeno prevozno podjetje ideje ni podprlo. Zato so kupili lastna vozila. Samo tri mesece po delovanja na trgu je njihova storitev postala donosna in naložba se je povrnila v manj kot enem letu.  V kratkem času se je podjetju GoOpti pridružilo vse več prevoznih podjetij, tudi tistih, ki so jih na začetku zavrnili. GoOpti je storitev prometnega omrežja, ki služi na obeh straneh: dobavitelji (vozniki, prenosi ponudb) in kupci (kupci, ki potrebujejo prenos). Njihov spletni sistem rezervacij prepozna povpraševanje in optimizira zasedenost vozil, da bi dosegel najnižjo možno ceno za potnike in najvišji donos za prevoznika.

## Lastnosti
GoOpti je prometni trg, ki povezuje potnike, ki rezervirajo varne, poceni in zanesljive prenose, prevozniki pa lahko dosežejo dobiček na progah, ki so bile nekoč nedonosne. Deluje prek spletne strani www.GoOpti.com, kjer lahko potniki kupijo prenose z uporabo orodja za rezervacijo po korakih.
Za rezervacijo prevoza mora potnik vnesti kraj prevzema in odhoda, število potnikov in čas odhoda / prihoda. Na podlagi vnesenih podatkov sistem GoOpti ponuja 2 različni vrsti prenosa glede na želje zasebnosti potnikov, proračun in prilagodljivost časa. Potnik mora izbrati vrsto prenosa, prtljago in dodatke ter plačati s kreditno kartico na zadnji stopnji postopka rezervacije. 
Potnik se lahko odloči tudi za nakup dodatne storitve, imenovane Paket Popolna Brezskrbnost, ki mu zagotavlja novo letalsko vozovnico ali nov transfer v primeru zamud ali prometnih zamaškov. Takoj po rezervaciji se na e-poštni naslov potnika pošlje potrditev rezervacije. Potnik svoj prevoz lahko rezervira neposredno na spletni strani GoOpti ali prek brezplačne mobilne aplikacije. 

## Inovacije
GoOpti je ustvaril nov poslovni model prevoza z uvedbo optimizacijskih algoritmov, s pomočjo katerih omogoča dobičkonosno organizacijo skupinskega prevoza, ki je cenejši od javnega prevoza, vendar z enakim udobjem in časovno fleksibilnostjo, kot jo ponuja osebni avtomobil.

## Addition
Prevozna platforma GoOpti omogoča potnikom, da rezervirajo prevoze z letališča do mesta in obratno, tudi v državah, kjer ne ponujajo lastnih storitev. Na spletni strani GoOpti.com lahko potniki rezervirajo prevoze v več kot 100 državah do več kot 400 letališč po svetu. 
Za rezervacijo prevoza mora potnik v glavnem iskalniku vnesti želeno letališče in kraj, ter izbrati med skupinskim ali zasebnim prevozom. Iskalnik bo nato potniku ponudil nakup avtobusne vozovnice, rezervacijo taksija ali vozila višjega cenovnega razreda, odvisno od njegovih nastavitev. Ppotrditev o rezervaciji je poslana takoj po plačilu.

## GoOpti za podjetja
GoOpti sodeluje tudi s poslovnimi deležniki iz potovalne industrije (potovalne agencije, letalske družbe, hoteli, letovišča in podjetja), ki potrebujejo enostavno rešitev za organizacijo prevozov za svoje goste ali zaposlene oziroma partnerja pri organizaciji poslovnih potovanj, konferenc in drugih dogodkov. Z GoOpti poslovnim računom (GoOpti business account) lahko poslovni uporabniki izkoristijo številne prednosti, kot je delež povračila zneska ob nakupu prevoza, dostop do GoOpti nadzorne plošče za enostavno urejanje nakupov in enostaven način rezervacije s takojšnjo potrditvijo.